# 布雷特奈
布雷特奈（法語：Brethenay）是法国上马恩省的一个市镇，位于该省中西部，属于肖蒙区。该市镇总面积8.84平方公里，2009年时的人口为386人。

## 人口
布雷特奈人口变化图示